# بياتريس سانتياغو
بياتريس سانتياغو (بالإسبانية: Beatriz Santiago)‏ هي منافسة ألعاب القوى إسبانية، ولدت في 28 أكتوبر 1968.

## وصلات خارجية
- بياتريس سانتياغو على موقع الاتحاد الدولي لألعاب القوى (الإنجليزية)
- بياتريس سانتياغو على موقع أوليمبيديا (الإنجليزية)